# Ordem de Mérito da Águia Alemã

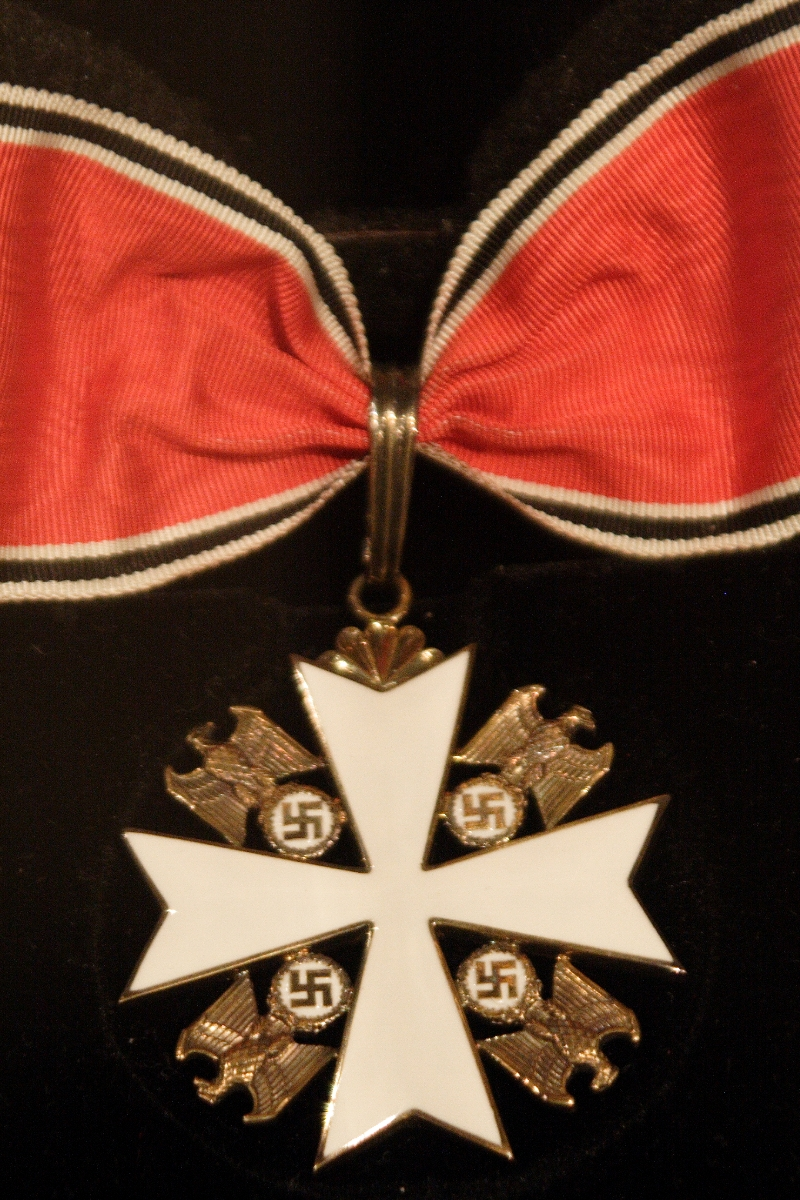
Grã-Cruz da Ordem de Mérito da Águia Alemã (exemplar concedido a Charles Augustus Lindbergh)

A Cruz da Ordem de Mérito da Águia Alemã (em alemão:  Verdienstorden vom Deutschen Adler ou simplesmente Deutsche Adlerorden ou Deutschen Adlerordens) foi instituída em 1 de Maio de 1937 por Adolf Hitler como uma condecoração de caráter honorífico e destinada a estrangeiros.

## Graus
1. Grã-Cruz (Grosskreuz)
2. com Estrela (mit Stern)
3. Primeira Classe (Erste Stufe)
4. Segunda Classe (Zweite Stufe)
5. Terceira Classe (Dritte Stufe)
6. Medalha de Mérito (Verdienst Medaille)

Os graus foram reorganizados em 27 de Dezembro de 1943: 
1. Grã-Cruz de Ouro (Goldenes Grosskreuz)
2. Grã-Cruz (Grosskreuz)
3. Primeira Classe (Erste Stufe)
4. Segunda Classe (Zweite Stufe)
5. Terceira Classe (Dritte Stufe)
6. Quarta Classe (Vierte Stufe)
7. Quinta Classe (Fünfte Stufe)
8. Medalha de Mérito de Prata (Silberne Verdienstmedaille)
9. Medalha de Mérito de Bronze (Bronzene Verdienstmedaille)

## Seleção de recipientes
Grã-Cruz de Ouro e Brilhantes (Grosskreuz in Gold und Brillanten) - uma versão especial
- (depois Primeiro Marechal do Império) Benito Amilcare Andrea Mussolini, Duce de Itália (25 de Setembro de 1937)

Grã-Cruz de Ouro
- General Ion Victor Antonescu, Conducător da Roménia
- Bóris III Clemente Roberto Maria Pio Luís Estanislau Xavier, Rei da Bulgária
- Gian Galeazzo Ciano, 2.º Conde de Cortellazzo e Buccari
- Generalíssimo Francisco Paulino Hermenegildo Teódulo Franco y Bahamonde, Salgado-Araújo y Pardo de Andrade, Caudilho de Espanha
- Almirante Miklós Horthy de Nagybánya, Regente da Hungria
- Barão Carl Gustaf Emil Mannerheim, Presidente da Finlândia
- Risto Heikki Ryti, Presidente da Finlândia
- Monsenhor Jozef Tiso, Presidente da Eslováquia

Grã-Cruz
- João Pinto da Costa Leite, 4.º Conde de Lumbrales (28 de Fevereiro de 1938)
- Henry Ford (30 de Julho de 1938)
- General Charles Augustus Lindbergh (19 de Outubro de 1938)
- Sven Anders Hedin (19 de Fevereiro de 1940)
- Olof Gerhard Thörnell (7 de Outubro de 1940)
- Capitão de Mar e Guerra (depois Contra-Almirante) Manuel Ortins Torres de Bettencourt (10 de Janeiro de 1945)

Primeira Classe
- Capitão de Mar e Guerra José Eduardo de Carvalho Crato (20 de Abril de 1939)

Segunda Classe
- Capitão-Tenente (depois Comodoro e Contra-Almirante) Vasco Lopes Alves (7 de Setembro de 1943)

Terceira Classe
- Capitão (depois Major e Tenente-Coronel) José Roberto Raposo Pessoa (? de ? de 19??)